# Episodi di Tutti per Bruno
La prima stagione della serie televisiva Tutti per Bruno è andata in onda in prima visione su Canale 5 in prima serata nel 2010.
| nº | Titolo                | Prima TV Italia  |
| -- | --------------------- | ---------------- |
| 1  | La seconda occasione  | 8 gennaio 2010   |
| 2  | Protezione testimone  | 8 gennaio 2010   |
| 3  | Il nemico in casa     | 15 gennaio 2010  |
| 4  | Cuor di leone         | 15 gennaio 2010  |
| 5  | La bella vita         | 22 gennaio 2010  |
| 6  | Schiavi del sesso     | 22 gennaio 2010  |
| 7  | Situazione critica    | 29 gennaio 2010  |
| 8  | Una mela al giorno    | 29 gennaio 2010  |
| 9  | Un autentico falso    | 5 febbraio 2010  |
| 10 | Il caso perfetto      | 5 febbraio 2010  |
| 11 | L'invasione cinese    | 12 febbraio 2010 |
| 12 | Amici fino alla morte | 12 febbraio 2010 |

## La seconda occasione
- Diretto da:
- Scritto da: Fabrizio Cestaro

### Trama
Dopo essersi fatti scappare clamorosamente una banda di rapinatori l'ispettore Bruno Miranda e i vice-ispettori Giuliano Scarpa e Luca Corsari vengono trasferiti per punizione al distretto di polizia di Ostia, a capo del quale c'è il severo commissario Pirone che, vecchio amico di famiglia di Rosy, risparmia ai tre il licenziamento. Nonostante la brutta figura, ai tre viene data comunque la possibilità di interrogare uno dei rapinatori, nel frattempo catturato. Ma dall'interrogatorio inizieranno diversi guai...
Bruno deve anche confessare alla moglie Rosy, alla figlia diciassettenne Sara e alla madre che devono trasferirsi tutti in periferia e che il suo stipendio è stato ridotto.
Intanto Sara, da sempre segretamente innamorata di Luca, cerca ogni pretesto per restare sola con lui. Mentre Rosy, per sollevare le sorti economiche della famiglia, si mette alla ricerca di un lavoro...

## Protezione testimone
- Diretto da:
- Scritto da: Simona Coppini
- Altri interpreti: Christian Ginepro (testimone)

### Trama
A Bruno, Luca e Giuliano viene affidata la protezione di un testimone. L'operazione di custodia deve avvenire in un appartamento isolato e segreto, ma in  realtà è Giuliano a scegliere l'appartamento con il preciso scopo di spiare l'ex moglie Ines.
I tre vengono affiancati dalla sgangherata squadra composta dagli agenti Rita Troilo, Gianmaria Salvetti e "Serpico" che li accompagneranno anche in molte altre operazioni di polizia.
Nel frattempo Rosy, all'oscuro della missione, nota uno strano comportamento di Bruno e, martellata dalle supposizioni di Katia, sospetta che il marito la tradisca, così farà di tutto per smascherare il presunto tradimento... Ma la testardaggine di Rosy la porterà direttamente nell'appartamento destinato all'operazione di polizia mettendo scompiglio tra i poliziotti con il rischio di mandare all'aria l'intera operazione.
Intanto in città torna Silvia Raimondi, sorella di Rosy ed ex moglie di Luca, nonché vicecommissario del commissariato di Ostia appena rientrata da una missione.

## Il nemico in casa
- Diretto da:
- Scritto da: Pierpaolo Pirone

### Trama
L'arrivo di Silvia scombussola un po' gli equilibri di tutti.
Sara teme di essere stata inconsciamente la causa della separazione tra Silvia e Luca (per aver innocentemente passato la notte a casa di lui alcuni mesi addietro) e ne parla con Luca, che la rassicura. Silvia non sa che la ragazza vista di spalle sotto la doccia a casa di Luca era Sara, ma nutre dei sospetti ed è in possesso di elementi che potrebbero provare la presenza di Sara quella notte. Sara finge di essersi fidanzata con Tito, un ragazzo del quartiere, in modo da depistare i sospetti della zia Silvia. Nel frattempo Bruno e i suoi hanno il compito di trasportare una ingente quantità di cocaina, frutto di sequestri della polizia, all'inceneritore. Ma durante il trasporto l'auto fora una gomma e nel tentativo di risolvere il guasto i tre riescono a complicare le cose al punto che accidentalmente alcuni panetti di droga vengono rotti. Compresa la gravità della situazione, i tre poliziotti fanno di tutto per tenere nascosto l'accaduto ed evitare ulteriori guai.
Intanto Silvia presenta alla famiglia il suo nuovo fidanzato Marco.

## Cuor di leone
- Diretto da:
- Scritto da: Simona Coppini

### Trama
Due pericolosi criminali, in passato arrestati per una fortuita coincidenza proprio da Bruno, sono evasi dal carcere e fanno sapere a Bruno di volere vendicarsi. Saranno gli uomini di Bruno a farsi carico della sicurezza sua e della sua famiglia, non senza colpi di scena, finché non riusciranno a catturare i due malviventi.
Nel frattempo un appartamento nello stesso palazzo dei Miranda rimane sfitto, Silvia e Marco si dimostrano interessati ad occuparlo, ma per un malinteso architettato da Sara, i due cambiano idea, così saranno Luca e Giuliano ad affittarlo.
Per un curioso caso, Giuliano viene a conoscenza dei sentimenti di Sara nei confronti di Luca, e intima all'amico di togliere ogni speranza alla ragazza. Ma Luca è titubante...

## La bella vita
- Diretto da:
- Scritto da: Fabrizio Cestaro

### Trama
Luca e Giuliano notano uno strano comportamento di Bruno e sospettano che si stia immischiando in loschi affari di corruzione. In realtà Bruno sta operando in incognito, per conto della polizia, per smascherare un ricco criminale conosciuto per caso. Intanto, vista l'indecisione di Luca, Giuliano trova il modo di parlare con Sara e, per scoraggiarla, le dice che Luca è ancora innamorato di Silvia. Casualmente Silvia sente la conversazione tra i due e questo scombussola i suoi sentimenti al punto che in un momento di debolezza si ritrova a baciare Luca...
Nel frattempo Bruno si trova da solo alla resa dei conti coi criminali ma l'arrivo di Luca e Giuliano, che nel frattempo l'avevano seguito, riesce a salvare le sorti di Bruno e a risolvere il caso.

## Schiavi del sesso
- Diretto da:
- Scritto da: Pierpaolo Pirone

### Trama
Bruno, Giuliano e Luca indagano su un tentato omicidio un po' particolare: un masochista ha denunciato la sua misteriosa dominatrice (Beatrice Luzzi). I tre si mettono sulle tracce dell'indiziata, frequentando l'ambiente sadomaso, ma il colpevole si rivelerà essere un altro...
Nel frattempo in città arriva la madre di Giuliano che è convinta che il figlio si sia trovato una nuova fidanzata. Per non deluderla Giuliano ricorre all'aiuto di Katia per fingere una relazione agli occhi della madre che però non sembra approvare. Intanto Silvia annuncia il suo matrimonio con Marco. Luca cerca di fugare una volta per tutte ogni dubbio con Sara, ribadendole che non ci sarà mai nulla tra loro due.

## Situazione critica
- Diretto da:
- Scritto da: Pierpaolo Pirone

### Trama
Durante una manifestazione di ciclisti un taxi prende fuoco e tra ciclisti e tassisti scoppia la rissa.
Giuliano teme di essere responsabile dell'incendio per una casuale distrazione e i tre faranno di tutto per eliminare le prove che potrebbero incriminare Giuliano... fino a scoprire che, fortunatamente, le cose sono andate diversamente e che Giuliano non ha causato il fatidico incendio.
Rosy, resasi conto della cotta di Sara per Luca, mette in guardia la figlia e le fa capire di non approvare. Intanto Silvia sta preparando il matrimonio con Marco, cimentandosi nella prova del vestito... ma Luca e Sara saranno costretti a far riparare di nascosto il vestito da sposa di Silvia, inavvertitamente strappato da Luca. Il riavvicinamento con Luca riaccende nuove speranze in Sara, che verranno puntualmente deluse...

## Una mela al giorno
- Diretto da:
- Scritto da: Simona Coppini

### Trama
Silvia decide di non sposare più Marco e da alcuni giorni è tornata a vivere con Luca. Sara delusa cade in un profondo stato di depressione.
Bruno, Luca e Giuliano sono impegnati a smascherare un pericoloso usuraio che opera nel mercato rionale e che stranamente sembra avere a che fare anche con Rosy, ma i tre sbagliano persona e catturano l'uomo sbagliato. Tutto questo manda a monte una sorpresa che Rosy aveva preparato per Bruno.
Intanto torna a far visita a Katia il suo ex marito Ermanno (Luigi Di Fiore), in permesso dal carcere, che tenta di esercitare la sua supremazia e violenza sulla ex moglie. Per trarsi d'impaccio, Katia chiede a Giuliano di fingersi il suo nuovo fidanzato, ma da cosa nasce cosa...
Luca rivela a Silvia che era Sara a trovarsi a casa sua quella famosa notte...

## Un autentico falso
- Diretto da:
- Scritto da: Simona Coppini

### Trama
Silvia rivela a Sara di aver appreso proprio da Luca che era lei che stava da lui quella notte. Sara reagisce male, si chiude in sé stessa e prova rancore verso Luca per aver rivelato quello che per lei era un importante "segreto".
Intanto i tre poliziotti vengono casualmente a conoscenza di un falsario d'opere d'arte e, tra tante peripezie, dovranno escogitare il modo per arrestare un noto ricettatore di quadri rubati, usando come esca un falso dipinto. 
La storia fra Silvia e Luca vede riemergere vecchie incomprensioni e si avvia a finire definitivamente.
Sara conosce Sergio (Alessandro Pess), ragazzo dall'aspetto attraente e dal fare interessante e, un po' per svago e un po' per fare ingelosire Luca, una sera esce con lui, ma costui si rivelerà essere un poco raccomandabile malvivente. Solo l'intervento di Luca e Silvia riuscirà a salvarla dai guai.

## Il caso perfetto
- Diretto da:
- Scritto da: Fabrizio Cestaro

### Trama
L'attore Lorenzo Flaherty (che qui interpreta sé stesso) viene affiancato a Bruno e i suoi per seguire da vicino le operazioni di polizia da trasferire poi sul set di una serie poliziesca. Mancando in quel momento un caso interessante, per fare bella figura agli occhi dell'attore, Luca e Giuliano, all'insaputa di Bruno, inventano un finto interrogatorio ad un finto boss avvalendosi dell'aiuto di goffi figuranti. Ma il commissario Pirone non tarderà a scoprire il trucco... Intanto l'agente Salvetti, impegnato in un altro caso, causa un malinteso, subisce un'insolita operazione chirurgica. 
Nel frattempo la storia tra Luca e Silvia finisce e, in un momento di sfogo, Silvia gli dimostra di aver finalmente capito che ora è Sara la persona che gli interessa.
Sara, di ritorno da una serata, passa da Luca per salutarlo, ma lo trova ubriaco e dopo una breve chiacchierata i due si addormentano fino al mattino. Il giorno dopo, pur tentando di tener nascosto alla madre l'accaduto, Sara è costretta ad ammettere di aver trascorso la notte, seppur innocentemente, a casa di Luca. Questo scatenerà non poche tensioni in casa Miranda e minerà seriamente l'amicizia tra Bruno e Luca.

## L'invasione cinese
- Diretto da:
- Scritto da: Pierpaolo Pirone

### Trama
Il rapporto tra Bruno e Luca si incrina pesantemente a causa di quanto accaduto nell'episodio precedente. Durante il funerale di un collega poliziotto, si viene a scoprire uno strano traffico di cadaveri cinesi introdotti nelle bare con i defunti italiani. I tre poliziotti sono chiamati ad indagare ma nell'operazione Bruno rifiuta la collaborazione di Luca che, vedendo venir meno l'amicizia di Bruno, in principio medita di farsi trasferire, poi addirittura vuole dimettersi dalla polizia. Intanto, per smascherare i malviventi, viene incaricato l'agente Salvetti di fingersi cadavere e di venire introdotto in una bara per seguire gli eventuali "scambi", ma ad un certo punto la situazione sfugge di mano a Bruno e Giuliano e le varie circostanze conducono l'agente Salvetti in serio pericolo. Solo il tempestivo intervento di Luca riesce a risolvere il caso e a recuperare nuovamente l'amicizia con Bruno. Intanto Sara annuncia di voler partire per un viaggio studio in Irlanda...

## Amici fino alla morte
- Diretto da:
- Scritto da: Fabrizio Cestaro

### Trama
In seguito ad analisi del sangue, a Bruno viene diagnosticata una malattia gravissima che gli lascia poche settimane di vita. Luca e Giuliano lo vengono casualmente a sapere mentre Bruno viene lasciato all'oscuro. Sapendo che Bruno ha sempre espresso il desiderio di morire in servizio in caso di grave malattia, Giuliano si organizza in modo da preparargli una "morte durante servizio"... Per non far partire Sara per l'Irlanda, col rischio che lasci solo il padre in questo momento difficile, Luca decide di baciarla sul muretto sotto casa. Purtroppo Bruno assiste casualmente alla scena del bacio e, seriamente contrariato, rompe nuovamente i rapporti con Luca.
Ma la diagnosi della malattia si rivelerà un equivoco e tutto tornerà alla normalità: Sara decide di non partire per l'Irlanda e Luca e Bruno si riappacificano. Giuliano chiede a Katia di sposarlo, ma... inaspettatamente riceve la visita della sua ex moglie Ines.
Prima di rientrare in casa Luca e Sara si ritrovano sulla balconata ed hanno modo di parlarsi... Sara gli ribadisce che lui non può nascondere a sé stesso l'amore per lei, Luca sembra che rientri in casa ma di scatto si volta e i due si scambiano un lungo ed intenso bacio.